# Elihu Lauterpacht
Elihu Lauterpacht (Cricklewood, 13 juli 1928 - 8 februari 2017) was een Brits rechtsgeleerde en diplomaat. Hij was hoogleraar in Cambridge en oprichter van het Lauterpacht Centre for International Law. Hij diende als ad-hocrechter in meerdere zaken voor het Internationale Gerechtshof.

## Levensloop
Hij was de zoon van Hersch Lauterpacht, eveneens een gerenommeerd internationaal rechtsgeleerde. Toen de Tweede Wereldoorlog uitbrak, werd zijn vader door de Carnegie Endowment uitgenodigd een gasthoogleraarschap aan te nemen in de Verenigde Staten, zodat Elihu daar zijn verdere jeugd doorbracht. Hij bracht een jaar door aan de private Horace Mann School in the Bronx en ging daarna naar de Phillips Academy in Andover, Massachusetts. Bij terugkeer in Engeland vervolgde hij zijn studie aan het Trinity College in Cambridge, aanvankelijk in geschiedenis en hij schakelde later over naar de rechten.
In 1950 werd hij toegelaten tot de advocatenkamer van Gray's Inn. Lauterpacht werd in 1953 fellow aan het Trinity College en was eveneens actief als wetenschapper aan de Universiteit van Cambridge; daar was hij lector en sinds 1994 erehoogleraar. In 1983 richtte hij het Research Centre for International Law op waarvan hij directeur bleef tot 1995. In 1996 kreeg het centrum de naam Lauterpacht Centre for International Law, ter ere van hem en zijn vader. Na zijn pensionering gaf hij nog les aan de London School of Economics (1995) en de Haagsche Academie voor Internationaal Recht (1996).
In 1970 werd hij benoemd tot advocaat van de kroon. Van 1975 tot 1977 diende hij als juridisch adviseur voor het Australische Ministerie van Buitenlandse Zaken. In deze functie leidde hij de Australische delegatie tijdens de Algemene Vergadering van de Verenigde Naties. Verder was hij van 1993 tot 2001 ad-hocrechter in verschillende zaken voor het Internationale Gerechtshof in Den Haag.
Lauterpacht werd in 1989 benoemd tot Commandeur in de Orde van het Britse Rijk en in 1998 tot ridder geslagen. De American Society of International Law verleende hem en postuum zijn vader in 1972 een Certificate of Merit voor hun gemeenschappelijke werk aan de International Law Reports. Verder ontving hij van het genootschap in 1993 het erelidmaatschap en in 2005 de Manley O. Hudson Medal.

## Internationaal Gerechtshof
Lauterpacht verscheen voor de verschillende zaken van het Internationale Gerechtshof, waaronder:
- Liechtenstein vs. Guatemala (de Nottebohm-zaak)
- North Sea Continental Shelf cases
- België vs. Spanje (Barcelona Traction)
- Australië vs. Frankrijk (nucleaire testen)
- Pakistan vs. India (Atlantisch incident)
- El Salvador vs. Honduras
- Botswana vs. Namibië (Kasikili)
- Mexico vs. Verenigde Staten (Avena)
- Qatar vs. Bahrein
- Maleisië vs. Indonesië (Sipadan en Ligitan)
- Bosnië en Herzegovina vs. Servië en Montenegro (Genocideverdrag - als ad-hocrechter voor Bosnië)

- Bibliothèque nationale de France: cb12384622j (data)
- Gemeinsame Normdatei: 130481122
- International Standard Name Identifier: 0000 0001 1034 5721
- Library of Congress Control Number: n84162810
- Nationale Bibliotheek van Letland: 000074294
- Nationale Bibliotheek van Tsjechië: jo2007376801
- Nationale Bibliotheek van Israël: 987007279227205171
- Nederlandse Thesaurus van Auteursnamen: 069019746
- SNAC: w6qq0bcn
- Système universitaire de documentation: 032907079
- Virtual International Authority File: 92634
- WorldCat: E39PBJrWyYJB4Vfx4W3Hy69JjC